# 北德文斯克造船厂

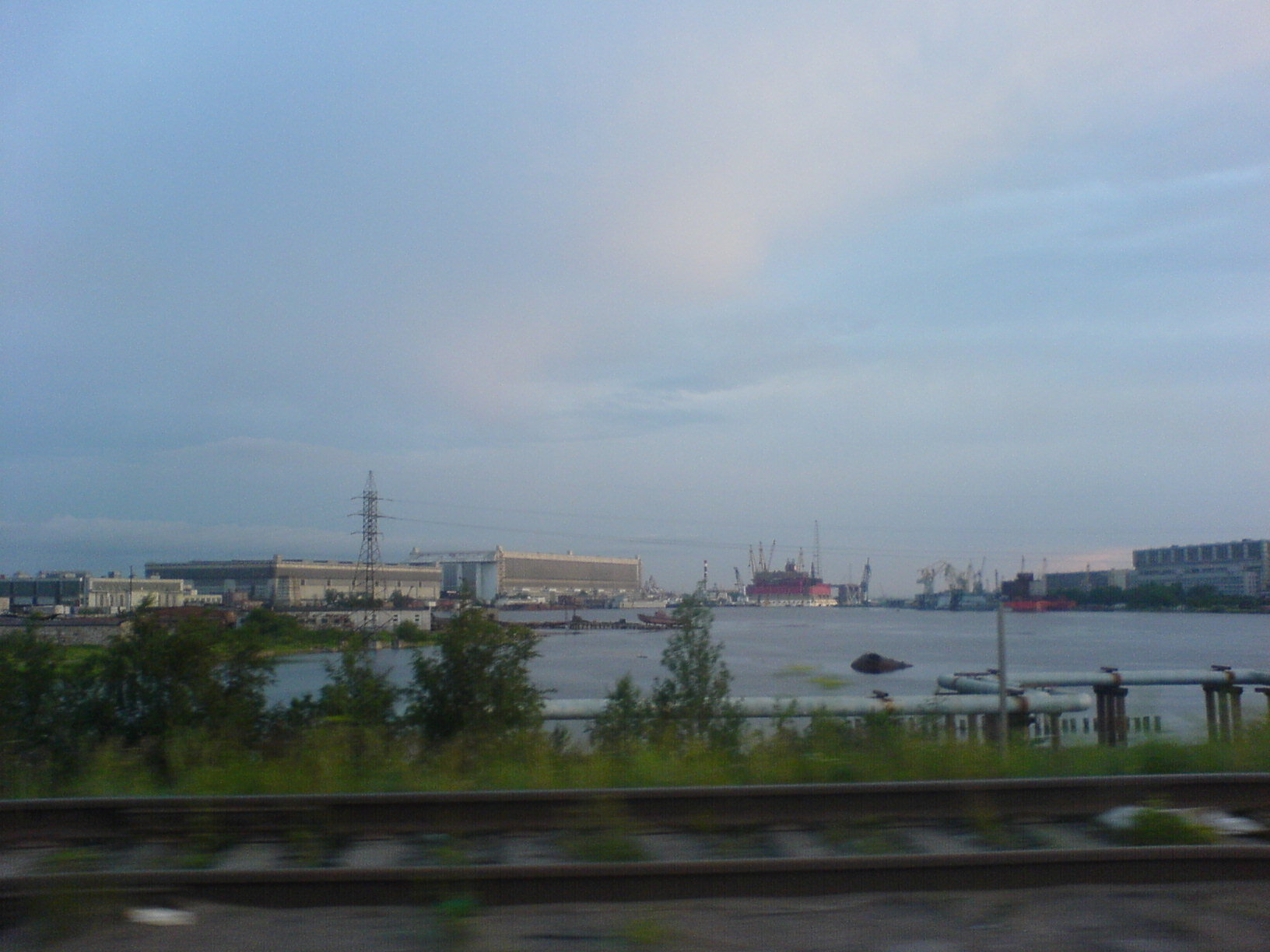
北德文斯克

俄罗斯联邦单一制国有企业北方机械制造企业生产联合體（俄语：Производственное объединение «Северное машиностроительное предприятие»），簡称北德文斯克造船厂（Северное Машиностроительное Предприятие，羅馬化寫法為Severnoye Mashinostroitelnoye Predpriyatie，意指「北方機械製造企業」，並常縮寫為（羅馬化：Sevmash），是俄羅斯旗下一個位于北极圈内阿尔汉格尔斯克州北德文斯克市的兵工廠，苏联时期代号為402厂，主要任务是建造核潜艇，因此具有高度保密性。工厂占地超过300公顷，下辖100多家小型单位，工厂职工人数最多时达46,000人（2009年時統計為26,951人），目前該工廠只从事核潜艇制造，军品收入5.3302亿美元。其直屬上級單位為俄罗斯联邦工业局。

## 簡介
工厂的主要生产活动为俄罗斯海军和外国订货生产军事技术装备，制造海上油气开采设备，建造民用船舶，从事核潜艇和水面舰艇的修理、改装和报废。可建造10万吨级以下常规舰艇或核动力舰艇。其42号船坞车间，长436米，宽130米，高72米，可同时建造4艘核潜艇，规模、设施是世界之最，使工厂的核潜艇建造能力，大于美英法之和，曾有过年产6艘万吨级核潜艇的记录。该厂拥有世界上最大的棚式船台，总面积超过10万平方米。

## 歷史
二次大战前，苏联政府在距离德国较远且可以自由进入大洋的北方地区建立一个新兴的大型造船厂。1939年12月21日（斯大林的生日），战列舰“白俄罗斯”号开工下料，标准着北方机械制造厂开始生产。苏德战争中开始制造122A大型猎潜舰。战后第一个五年，建造306ис驱逐舰。五十年代初建造686ис巡洋舰。五十年代中期批量制造611型（Z级）柴电潜艇。从50年代初就开始建造629型潜艇。
1952年12月21日，开始在该厂制造苏联首艘核潜艇N级核潜艇K-3号，1957年8月9日下水，1961年在该厂实现了K-3号核潜艇的反应堆首次重新装填，1962年起称“共青团员”号。1964年，苏联第二代弹道导弹核潜艇667A型核潜艇首艘K-137号在该厂开工制造。1969年建成的661型（P级）巡航导弹核潜艇K-162号，是世界上第一艘用钛制造艇体的潜艇，创造了水下航速44.7节的世界纪录，因造价昂贵号称“金鱼”。七十年代该厂制造了705型核潜艇攻击型核潜艇的全部三艘。此型核潜艇为钛合金艇身，可潜入900米深水下，艇上设备自动化高，仅配备34名艇员，动力装置为铅铋液态合金冷却剂的核反应堆。1985年，该厂开工制造第三代971型核潜艇攻击型核潜艇的首艇。该厂共制造了7艘971型核潜艇。苏联第三代949型核潜艇巡航导弹核潜艇也是该厂于八十年代制造。
苏联解体后，由于俄罗斯军队的低迷溃散，该厂的生产陷入困境，不得不寻求多种经营勉强维持，广泛承揽各种民船与民用机械冶金生产订单。目前建造俄罗斯第四代攻击核潜艇855型核潛艇和弹道导弹潜艇955型核潜艇也在该厂制造，但由于项目拨款问题制造进度极为缓慢。
自1939年到2001年，该厂共制造45艘水面军舰，163艘潜艇，其中128艘核潜艇。
2005年，该厂为中国制造了两艘基洛级潜艇。
印度海軍在2004年時與俄羅斯簽訂一紙9.47億美元的合約，購入俄羅斯的退役航空母艦戈爾什科夫蘇聯海軍元帥號航空母艦並進行改裝與重新命名，成為超日王號航空母艦（INS Vikramaditya），該艦相關的改裝工程即為北德文斯克造船廠負責承攬。原訂2008年時交付的維蘭瑪迪雅號在歷經三度工程延期後，於2013年11月16日正式交付印度海軍，並於同月26日駛離俄羅斯。

## 外部連結
- 官方网站